# Farmington (condado de Franklin)
Farmington es un lugar designado por el censo ubicado en el condado de Franklin en el estado estadounidense de Maine. En el Censo de 2010 tenía una población de 4.288 habitantes y una densidad poblacional de 409,2 personas por km².

## Geografía
Farmington se encuentra ubicado en las coordenadas 44°40′14″N 70°8′30″O / 44.67056, -70.14167. Según la Oficina del Censo de los Estados Unidos, Farmington tiene una superficie total de 10.48 km², de la cual 10.45 km² corresponden a tierra firme y (0.25%) 0.03 km² es agua.

## Demografía
Según el censo de 2010, había 4.288 personas residiendo en Farmington. La densidad de población era de 409,2 hab./km². De los 4.288 habitantes, Farmington estaba compuesto por el 95.87% blancos, el 0.35% eran afroamericanos, el 0.65% eran amerindios, el 0.33% eran asiáticos, el 0.12% eran isleños del Pacífico, el 0.42% eran de otras razas y el 2.26% pertenecían a dos o más razas. Del total de la población el 1.75% eran hispanos o latinos de cualquier raza.